# 진혼법사
《진혼법사》(중국어: 鎮魂法師)는 2021년 대한민국에서 개봉한 2017년 중국의 액션 영화이다.

## 출연

### 주연
- 우첸위
- 진신철

### 조연
- 악동봉
- 왕홍천
- 포소평
- 소로오